# Irene Montero
Irene María Montero Gil (Madrid, 13 febbraio 1988) è una politica spagnola, membro della direzione di Podemos e ministra dell'Uguaglianza del Governo della Spagna da gennaio 2020 a novembre 2023. È stata anche deputata e portavoce del Grupo Confederal Unidos Podemos-En Comú Podem-En Marea presso il Congresso dei Deputati. Il 9 giugno 2024 è stata eletta al Parlamento europeo.

## Biografia
Ha studiato al collegio Siglo XXI nel quartiere Moratalaz di Madrid. Si è unita all'Unione delle Gioventù Comuniste di Spagna (UJCE) a 16 anni. Laureata in psicologia presso l'Università autonoma di Madrid, ha un Master in Psicologia dell'educazione (2013) ed ha usufruito di una borsa di studio per la formazione per l'insegnamento universitario e di un dottorato presso l'Università autonoma di Madrid. È entrata a far parte di Podemos dopo le elezioni al Parlamento europeo nel 2014 insieme a Rafael Mayoral della Plataforma de Afectados por la Hipoteca (PAH).
Nel novembre 2014, dopo essere stata nominata al Consiglio Cittadino di Podemos, è stata nominata responsabile per i Movimenti Sociali e ha iniziato a dirigere il gabinetto del leader di Podemos, Pablo Iglesias, momento in cui ha rinviato la sua tesi di dottorato su nuovi metodi di inclusione educativa per dedicarsi interamente a Podemos.
Era candidata a Madrid al Congresso dei Deputati per Podemos nelle elezioni del 20 dicembre 2015, risultando eletta deputata nell'XI e XII Legislatura. Dal 18 febbraio 2017 è stata portavoce del gruppo confederale Unidas Podemos-En Comú Podem-En Marea, diventando la più giovane portavoce della Spagna democratica. Nel giugno 2017 è diventata la prima donna nella storia della Spagna a intervenire in parlamento per una mozione di censura.

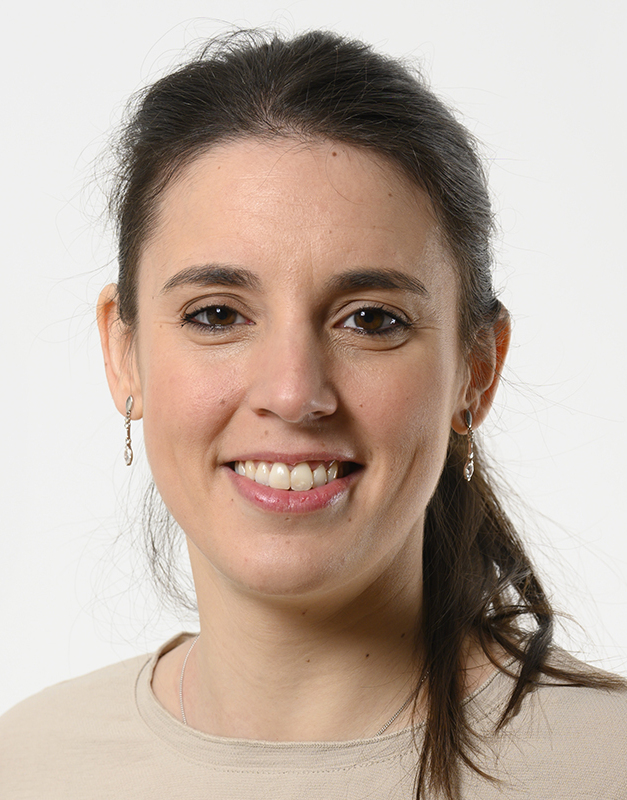
Irene Montero nel gennaio 2020

Nelle elezioni del Congresso di Vistalegre II alla direzione di Podemos è stata eletta al Consiglio Cittadino Statale. Era la donna più votata, in testa al quarto posto, dopo Pablo Iglesias, Pablo Echenique e Inigo Errejón. Nel 2018, a seguito delle polemiche causate dall'acquisto insieme al suo compagno Pablo Iglesias di una villa, è stata sottoposta a referendum interno per rimanere nella leadership del partito. Sono stati supportati da 188 176 iscritti, il 68% dei votanti.
Rieletta al Congresso alle elezioni dell'aprile e del novembre 2019 (XIII e XIV legislatura), nel gennaio 2020 è diventata Ministro dell'Uguaglianza del governo Sánchez II. La sua attivitá come ministra è soprattutto legata all'approvazione di una legge sulle violenze sessuali che ha eliminato la distinzione tra stupro e abuso mettendo al centro il consenso (conosciuta come Ley del solo sí es sí), una legge per "'l'uguaglianza reale ed effettiva delle persone trans" (Ley Trans) ed una sull'aborto e la salute riproduttiva.
Alle elezioni europee del 2024 è stata eletta al Parlamento di Strasburgo, diventando vice-presidente del Gruppo della Sinistra (Left - GUE/NGL); il 16 luglio 2024, in occasione del voto per il Presidente dell'assemblea, è stata candidata in alternativa a Roberta Metsola.

## Vita privata
Ha una relazione dal 2017 con Pablo Iglesias.
Il 3 luglio 2018 ha dato alla luce due gemelli, Leo e Manuel. A causa della loro nascita prematura, i neonati sono stati tenuti in terapia intensiva presso un ospedale pubblico di Madrid. Il 4 agosto 2019 ha dato alla luce la loro terza figlia.